# تقويمان جديد وقديم
يشير مصطلحا التقويم الجديد (بالإنجليزية: New Style (N.S.))‏ والتقويم القديم (بالإنجليزية: Old Style (O.S.))‏ إلى طريقة حساب التاريخ قبل وبعد تعديل التقويم، ويستخدمان على التوالي. غالبًا ما يستخدم المصطلحان للإشارة إلى التغيير من التقويم اليولياني إلى التقويم الغريغوري (الميلادي)، وقد جرى استبدال اليولياني بالغريغوري في الدول الأوروبية ما بين عام 1582 وحتى القرن العشرين.
قد يسمى أحيانًا التقويم اليوليني بالتقويم الميلادي الشرقي، والغريغوري بالتقويم الميلادي الغربي.